# Synagoga Fiszela Fajna w Łodzi
Synagoga Fiszela Fajna w Łodzi – prywatny dom modlitwy znajdujący się w Łodzi przy ulicy Północnej 31.
Synagoga została zbudowana w 1902 roku z inicjatywy Fiszela Fajna. Mogła ona pomieścić 38 osób. Podczas II wojny światowej hitlerowcy zdewastowali synagogę.